# Kryta Czuba
Kryta Czuba (1246 m) – reglowy szczyt w otoczeniu Doliny Chochołowskiej w Tatrach Zachodnich. Znajduje się w zakończeniu grzbietu odchodzącego we wschodnim kierunku od Furkaski poprzez Tyrałową Czubę. Grzbiet ten oddziela Dolinę Krytą od doliny Wielkie Koryciska. Obydwie są odnogami Doliny Chochołowskiej.
Kryta Czuba jest niemal całkowicie porośnięta lasemi nie prowadzi przez nią żaden szlak turystyczny. Rosną na niej m.in. sztucznie nasadzone limby, które w Dolinie Chochołowskiej naturalnie nie występują. Zbudowana jest ze skał wapiennych. Od południowej strony, nad Doliną Krytą w stokach poniżej wierzchołka znajdują się nagie wapienne urwiska.